# Preliminariile Campionatului European de Fotbal 2016 – Grupa E
Grupa E din preliminariile Campionatului European de Fotbal 2016 este una dintre cele nouă grupe care va decide echipele ce se vor califica pentru turneul final. Din această grupă fac parte Anglia, Elveția, Slovenia, Estonia, Lituania și San Marino, iar fiecare dintre ele va juca câte două meciuri contra celorlalte echipe din grupă.

## Grupă
| Legendă pentru culorile grupelor       |
| -------------------------------------- |
| Echipă calificată direct pentru turneu |
| Echipă care merge la baraj             |

Vezi departajările dacă două sau mai multe echipe au același număr de puncte.
| Echipa     | MJ | V  | E | Î | GM | GP | G   | Pct |
| ---------- | -- | -- | - | - | -- | -- | --- | --- |
| Anglia     | 10 | 10 | 0 | 0 | 31 | 3  | +28 | 30  |
| Elveția    | 10 | 7  | 0 | 3 | 24 | 8  | +16 | 21  |
| Slovenia   | 10 | 5  | 1 | 4 | 18 | 11 | +7  | 16  |
| Estonia    | 10 | 3  | 1 | 6 | 4  | 9  | −5  | 10  |
| Lituania   | 10 | 3  | 1 | 6 | 7  | 18 | −11 | 10  |
| San Marino | 10 | 0  | 1 | 9 | 1  | 36 | −35 | 1   |

## Meciuri
Programul a fost anunțat de UEFA în aceeași zi cu tragerea la sorți, pe 23 februarie 2014, la Nisa. Orele de început sunt CET/CEST (ora locală este în paranteze).
| Estonia   | 1–0    | Slovenia |
| --------- | ------ | -------- |
| Purje 86' | Report |          |

| San Marino | 0–2    | Lituania                      |
| ---------- | ------ | ----------------------------- |
|            | Report | Matulevičius 5' Novikovas 36' |

| Elveția | 0–2    | Anglia             |
| ------- | ------ | ------------------ |
|         | Report | Welbeck 58', 90+4' |

| Anglia                                                                         | 5–0    | San Marino |
| ------------------------------------------------------------------------------ | ------ | ---------- |
| Jagielka 25' Rooney 43' (pen.) Welbeck 49' Townsend 72' Della Valle 78' (aut.) | Report |            |

| Lituania       | 1–0    | Estonia |
| -------------- | ------ | ------- |
| Mikoliūnas 76' | Report |         |

| Slovenia             | 1–0    | Elveția |
| -------------------- | ------ | ------- |
| Novaković 79' (pen.) | Report |         |

| Estonia | 0–1    | Anglia     |
| ------- | ------ | ---------- |
|         | Report | Rooney 73' |

| Lituania | 0–2    | Slovenia           |
| -------- | ------ | ------------------ |
|          | Report | Novaković 33', 37' |

| San Marino | 0–4    | Elveția                                     |
| ---------- | ------ | ------------------------------------------- |
|            | Report | Seferović 10', 23' Džemaili 30' Shaqiri 79' |

| Anglia                             | 3–1    | Slovenia             |
| ---------------------------------- | ------ | -------------------- |
| Rooney 59' (pen.) Welbeck 66', 72' | Report | Henderson 58' (aut.) |

| San Marino | 0–0    | Estonia |
| ---------- | ------ | ------- |
|            | Report |         |

| Elveția                                         | 4–0    | Lituania |
| ----------------------------------------------- | ------ | -------- |
| Arlauskis 66' (aut.) Schär 68' Shaqiri 80', 90' | Report |          |

| Anglia                                      | 4–0    | Lituania |
| ------------------------------------------- | ------ | -------- |
| Rooney 6' Welbeck 45' Sterling 58' Kane 73' | Report |          |

| Slovenia                                                             | 6–0    | San Marino |
| -------------------------------------------------------------------- | ------ | ---------- |
| Iličić 10' Kampl 49' Struna 50' Novaković 52' Lazarević 73' Ilić 88' | Report |            |

| Elveția                           | 3–0    | Estonia |
| --------------------------------- | ------ | ------- |
| Schär 17' Xhaka 27' Seferović 80' | Report |         |

| Estonia         | 2–0    | San Marino |
| --------------- | ------ | ---------- |
| Zenjov 35', 63' | Report |            |

| Slovenia                 | 2–3    | Anglia                       |
| ------------------------ | ------ | ---------------------------- |
| Novaković 37' Pečnik 84' | Report | Wilshere 57', 73' Rooney 86' |

| Lituania    | 1–2    | Elveția               |
| ----------- | ------ | --------------------- |
| Černych 64' | Report | Drmić 69' Shaqiri 84' |

| Estonia       | 1–0    | Lituania |
| ------------- | ------ | -------- |
| Vassiljev 71' | Report |          |

| San Marino | 0–6    | Anglia                                                                    |
| ---------- | ------ | ------------------------------------------------------------------------- |
|            | Report | Rooney 13' (pen.) Brolli 30' (aut.) Barkley 46' Walcott 68', 78' Kane 77' |

| Elveția                      | 3–2    | Slovenia                |
| ---------------------------- | ------ | ----------------------- |
| Drmić 80', 90+4' Stocker 84' | Report | Novaković 45' Cesar 48' |

| Anglia                     | 2–0    | Elveția |
| -------------------------- | ------ | ------- |
| Kane 67' Rooney 84' (pen.) | Report |         |

| Lituania                 | 2–1    | San Marino      |
| ------------------------ | ------ | --------------- |
| Černych 7' Spalvis 90+2' | Report | M. Vitaioli 55' |

| Slovenia  | 1–0    | Estonia |
| --------- | ------ | ------- |
| Berić 63' | Report |         |

| Anglia                   | 2–0    | Estonia |
| ------------------------ | ------ | ------- |
| Walcott 45' Sterling 85' | Report |         |

| Slovenia           | 1–1    | Lituania             |
| ------------------ | ------ | -------------------- |
| Birsa 45+1' (pen.) | Report | Novikovas 86' (pen.) |

| Elveția                                                                                            | 7–0    | San Marino |
| -------------------------------------------------------------------------------------------------- | ------ | ---------- |
| Lang 17' Inler 55' (pen.) Mehmedi 65' Djourou 72' (pen.) Kasami 75' Embolo 80' (pen.) Derdiyok 89' | Report |            |

| Estonia | 0–1    | Elveția             |
| ------- | ------ | ------------------- |
|         | Report | Klavan 90+4' (o.g.) |

| Lituania | 0–3    | Anglia                                                  |
| -------- | ------ | ------------------------------------------------------- |
|          | Report | Barkley 29' Arlauskis 35' (o.g.) Oxlade-Chamberlain 62' |

| San Marino | 0–2    | Slovenia             |
| ---------- | ------ | -------------------- |
|            | Report | Cesar 54' Pečnik 75' |

## Golgheteri
7 goluri
- Wayne Rooney

6 goluri
- Danny Welbeck
- Milivoje Novaković

4 goluri
- Xherdan Shaqiri

3 goluri
- Harry Kane
- Theo Walcott
- Josip Drmić
- Haris Seferović

2 goluri
- Ross Barkley
- Raheem Sterling
- Jack Wilshere
- Fabian Schär
- Sergei Zenjov
- Fiodor Černych
- Arvydas Novikovas
- Boštjan Cesar
- Nejc Pečnik

1 gol
- Phil Jagielka
- Alex Oxlade-Chamberlain
- Andros Townsend
- Eren Derdiyok
- Johan Djourou
- Blerim Džemaili
- Breel Embolo
- Gökhan Inler
- Pajtim Kasami
- Michael Lang
- Admir Mehmedi
- Valentin Stocker
- Granit Xhaka
- Ats Purje
- Konstantin Vassiljev
- Deivydas Matulevičius
- Saulius Mikoliūnas
- Lukas Spalvis
- Matteo Vitaioli
- Robert Berić
- Valter Birsa
- Branko Ilić
- Josip Iličić
- Kevin Kampl
- Dejan Lazarević
- Andraž Struna

1 autogol

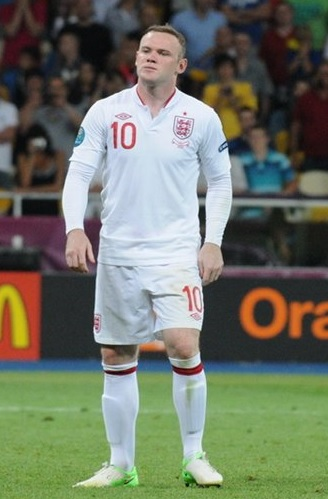
Wayne Rooney (Anglia) este golgheterul grupei, cu 7 goluri înscrise

- Jordan Henderson (jucând contra Sloveniei)
- Ragnar Klavan (jucând contra Elveției)
- Cristian Brolli (jucând contra Angliei)
- Alessandro Della Valle (jucând contra Angliei)

2 autogoluri
- Giedrius Arlauskis (jucând contra Elveției și a Angliei)

## Disciplină
Un jucător este suspendat automat pentru următorul meci dacă a comis următoarele ofense:
- Primirea unui cartonaș roșu (suspendarea poate fi extinsă pentru injurii mai serioase)
- Primirea a trei cartonașe galbene în trei meciuri diferite, precum și după al cincilea și oricare altul (suspendările sunt valabile și pentru baraj, dar nu și pentru turneul final sau pentru viitoarele meciuri internaționale)

Următorii jucători au fost (sau vor fi) suspendați pentru unul dintre meciurile din preliminarii:
| Națională  | Jucător                | Avertizat | Suspendat                                 |
| ---------- | ---------------------- | --- | ----------------------------------------- |
| Estonia    | Ken Kallaste           | contra Lituaniei (9 octombrie 2014)                                                                             | contra Angliei (12 octombrie 2014)        |
| Estonia    | Ragnar Klavan          | contra Angliei (12 octombrie 2014)                                                                              | contra lui San Marino (15 noiembrie 2014) |
| Estonia    | Aleksandr Dmitrijev    | contra lui San Marino (15 noiembrie 2014) contra Elveției (27 martie 2015) contra Lituaniei (5 septembrie 2015) | contra Sloveniei (8 septembrie 2015)      |
| Lituania   | Giedrius Arlauskis     | contra lui San Marino (8 septembrie 2015)                                                                       | contra Sloveniei (9 octombrie 2015)       |
| Lituania   | Marius Žaliūkas        | contra Angliei (27 martie 2015) contra Estoniei (5 septembrie 2015) contra Sloveniei (9 octombrie 2015)         | contra Angliei (12 octombrie 2015)        |
| San Marino | Alessandro Della Valle | contra Ucrainei (15 octombrie 2013)                                                                             | contra Lituaniei (8 septembrie 2014)      |
| San Marino | Mirko Palazzi          | contra Ucrainei (15 octombrie 2013)                                                                             | contra Lituaniei (8 septembrie 2014)      |
| San Marino | Manuel Battistini      | contra Lituaniei (8 septembrie 2014) contra Estoniei (14 iunie 2015) ontra Lituaniei (8 septembrie 2015)        | contra Elveției (9 octombrie 2015)        |
| San Marino | Nicola Chiaruzzi       | contra Lituaniei (8 septembrie 2015)                                                                            | contra Elveției (9 octombrie 2015)        |
| Slovenia   | Dalibor Stevanović     | contra Estonia (8 septembrie 2014)                                                                              | contra Elveției (9 octombrie 2014)        |
| Slovenia   | Kevin Kampl            | contra Angliei (14 iunie 2015) contra Elveției (5 septembrie 2015) contra Estoniei (8 septembrie 2015)          | contra Lituaniei (9 octombrie 2015)       |